# Bettisia Gozzadini
Bettisia Gozzadini, född 1209 i Bologna, död i november 1261, var professor i juridik vid Bologna universitet. Hon har nämnts som den första kvinna som tillåtits bli professor vid en universitet.